# Manaies de Girona
Els Manaies de Girona són els Manaies que desfilen per Setmana Santa a Girona i que formen part de la Confraria de Jesús Crucificat.

## Origen
La primera data fiable de l'existència de manaies a Girona la trobem en un registre del "Llibre de Secretariat de l'Església de Sant Feliu de Girona", datat del 6 de març de 1723, la qual fa constar que la Junta d'Obra d'aquesta col·legiata demana al Bisbat procuri la llicència necessària per a què "un grup d'armats puguin anar a la processó del Divendres Sant" que aquella Junta organitza conjuntament amb l'Arxiconfraria de la Passió i Mort i la Venerable Congregació dels Dolors. El document detalla que la Junta voldria que hi anessin manaies a semblança de la processó del Dijous Sant que organitza la Reial Confraria de la Puríssima Sang. Aquesta darrera referència confirma que l'any 1723 ja hi havia manaies a Girona i fa suposar que la seva existència podria venir de molt abans.
Altres referències, no tan antigues, les trobem als llibres de comptes de la Reial Confraria de la Puríssima Sang dels anys 1738-1739 on s'hi llegeix que: "Més han pagat dits administradors vuit sous per fer adobar sinch alabardes dels manayas", i de l'any 1751 que fa constar un determinat pagament al "capità manaya".
Des de principis del segle XVIII, els manaies participaven en les dues processons que tenien lloc durant la Setmana Santa gironina: la del Dijous Sant i la del Divendres Sant. Està documentada la guàrdia al "misteri" del Sant Sepulcre a l'Església del Carme durant el Dijous Sant de l'any 1751 i la seva presència a la processó.

## Història[calcitació]
Els manaies, doncs, no formaven part d'una confraria exclusiva durant els segles xviii i xix, al revés del que succeeix avui. El seu número oscil·lava entre una vintena i una quarantena. Vestien aleshores cuirassa i casc amb cimera, una capa que era vermella per la processó del Dijous i blava per la del Divendres i, a més, feréstegues barbes postisses per amagar la seva identitat. Colpejaven a terra amb la llança, característica que s'ha mantingut fins avui, i probablement realitzaven ja la tradicional figura "d'estrella". A més d'encapçalar les dues processons, anaven a buscar els pendonistes respectius, i fins i tot havien arribat a participar en les funcions religioses de la Catedral fins que el bisbe ho prohibí el 1851. S'acompanyaven amb música de flautes i tabals per a la marxa lenta, i una cobla els acompanyà per als desplaçaments ràpids fins a mitjans de segle xix, quan sembla que s'amplià el nombre de flabiols i es compongué, potser, el que avui és la "marxa ràpida". El que es coneix com a "marxa lenta" es compongué segurament a finals del xviii, sense que quedi clar quin és l'origen d'aquesta antiga melodia.
En aquest primer període, sembla que la condició de manaia va anar esdevenint hereditària i de forma més o menys tàcita el càrrec anava passant de pares a fills. Amb el temps molts dels manaies van acabar procedint de la vall de Sant Daniel, prop de Girona. Immediatament després de l'entrada de les tropes franquistes a Girona (febrer del 1939) hi hagué la iniciativa de restaurar la processó de Setmana Santa, però això no fou possible per la penúria del moment. No obstant això, l'entusiasme dels vint-i-sis manaies refundadors i el suport episcopal van permetre que la processó sortís de nou el 1940, manaies inclosos: els primers equips es llogaren en un magatzem de teatre de Barcelona. Per a la processó de 1941 s'elaboraren ja uns equips nous, de moment de llauna, que volgueren inspirar-se en els relleus de la Columna Trajana, a Roma (113-117 dC), però conservant l'esperit estètic tradicional del manaia gironí. El 1942 ja hi havia 35 manaies.
La dinàmica del grup de manaies havia canviat: d'un grup de famílies que conservaven unes funcions exercides de forma més o menys mecànica, els manaies havien esdevingut un grup de joves creients amb ganes de reformar la figura del manaia i dotar-la d'un nou sentit. Fruit d'això, i deslligant-se de la tutela inicial de la Confraria de la Puríssima Sang durant la immediata postguerra, els nous manaies es constituïren primer en Pia Unió (1942) i després en Confraria (1947) sota l'advocació de Jesús Crucificat.
El 1944 es creà la secció de penitents o vestes.
El Maniple de Manaies experimentà, a partir de llavors, tota una sèrie d'ampliacions graduals i millora dels equipaments: cuirasses de llautó, ampliació de la banda, creació de dues i després de tres optiades, creació de la secció d'equites (cavalleria), etc., fins a assolir les característiques de l'equip i l'estructura del Maniple actual, amb una plantilla de 114 efectius l'any 1999.
La Confraria ha ocupat diversos locals: des de l'Església del Carme, en un primer moment, passant pels soterranis de la Catedral i el primer pis de Casa Carles (actual seu de les oficines del Bisbat), fins a l'actual Castrum, l'església de Sant Lluc (temple de la primera meitat del segle xviii, avui desafectat al culte), inaugurada el 1991 en coincidència amb el 50è aniversari de la Confraria. A partir de 1956, i de manera ininterrompuda, la Confraria de Jesús Crucificat-Manaies de Girona s'encarregaria també de l'organització anual de la Cavalcada de Reis. Malgrat les petites dificultats que tingué la processó gironina en general, lligades als nous corrents immediatament posteriors al Concili del Vaticà II (1962-65), la Confraria s'estabilitzà definitivament, es consolidà en el seu paper dins de la processó del Divendres Sant i celebrà els seus 50è (1990) i 75è (2015) aniversaris totalment integrada en la Girona actual.
Avui dia, l'entitat s'implica cada cop més en l'activitat cultural gironina, donant a conèixer els manaies i el seu patrimoni a tots els racons possibles i assumint la responsabilitat que correspon, dins la vida ciutadana, a una associació que agrupa ja prop de 1.500 confrares.

## Formació[calcitació]
La formació actual la integren 120 manaies i és com segueix: obre la marxa la primera secció d'equites (manaies a cavall). A continuació els potentiors, amb un decurió al front, segueixen la banda, formada per timbals, bombos i pifres. Al darrere seu, el centurió apareix acompanyat del signe de comandament i del botzinari d'ordres. Segueix la primera optiada comandada per un optio. La bandera està formada per l'optio abanderat i quatre signes (les quatre portes romanes de Girona, Gerundella, Rufina, Gallica i Meridiana). Al darrere seu desfila la segona i tercera optiada, i tancant la desfilada la segona secció d'equites.

## Pendonistes
Cada any la Confraria elegeix una persona per portar el penó a la Processó del Sant Enterrament del Divendres Sant. És un reconeixement a la tasca feta en favor de l'entitat.
Aquests són els pendonistes dessignats:
| Any  | Pendonista                                        |  | Any  | Pendonista                                                         |
| ---- | ------------------------------------------------- |  | ---- | ------------------------------------------------------------------ |
| 1940 | Albert de Quintana i Vergés                       |  | 1986 | Miquel Casellas i Casals                                           |
| 1941 | Narcís Figueras i Reixach                         |  | 1987 | Jaume Teixidor i Costa                                             |
| 1942 | Bonaventura Servitja                              |  | 1988 | Maria Carme Ribas i Mora                                           |
| 1943 | Francesc de Llobet i Foixà                        |  | 1989 | Salvador Donato i Breva                                            |
| 1944 | Josep Güell                                       |  | 1990 | La Ciutat de Girona                                                |
| 1945 | Eduard de Ribot i de Batlle                       |  | 1991 | Isabel Pla i Soler                                                 |
| 1946 | Vicenç Cànovas i Delclòs                          |  | 1992 | Josep Lluís Oliver i Martínez                                      |
| 1947 | Ramón Falcó i Rosel                               |  | 1993 | Joaquim Casals i Ortiz                                             |
| 1948 | Pere Ordis i Llach                                |  | 1994 | La Junta de Confraries de Girona                                   |
| 1949 | Albert Fradera i Puigblanquer                     |  | 1995 | Lluís Torner i Callicó                                             |
| 1950 | Josep Palomer i Peracaula                         |  | 1996 | Jordi Roca i Bosch                                                 |
| 1951 | Joan Tibau i Pagés                                |  | 1997 | Josep Maria Pla i Bartrina                                         |
| 1952 | Josep Maria Bosch                                 |  | 1998 | Jaume Gauchia i Gorgoll                                            |
| 1953 | Josep-Lluís Desoy                                 |  | 1999 | Josep Pérez i Rodeja                                               |
| 1954 | Antoni Oliver i Diví                              |  | 2000 | Josep Cornellà i Canals                                            |
| 1955 | Antoni Culubret                                   |  | 2001 | Ramon Boix i Vila                                                  |
| 1956 | La processó no va desfilar per causa de mal temps |  | 2002 | La familia Regàs                                                   |
| 1957 | Vicenç Martí i Rutllan                            |  | 2003 | Joaquim Amich i Costa                                              |
| 1958 | Pere Siqués i Reig                                |  | 2004 | Narcís Pérez i Moratones                                           |
| 1959 | Narcís Callicó i Peracaula                        |  | 2005 | Joan Ferrer i Torres                                               |
| 1960 | Abelard Mor i Mur                                 |  | 2006 | Joan Tomàs i Feliu                                                 |
| 1961 | Joan Maria de Ribot i Batlle                      |  | 2007 | Josep Maria Mont i Jordà                                           |
| 1962 | Joaquim Pla i Dalmau                              |  | 2008 | Pere Masferrer i Castellà                                          |
| 1963 | P. Rovira i Sitjes                                |  | 2009 | Narcís Valtierra i Caula                                           |
| 1964 | Baldomer Busquets                                 |  | 2010 | Josep Maria Esteba i Cama                                          |
| 1965 | Josep Maria Carreras i Serra                      |  | 2011 | Lluís Jerez i Fontao                                               |
| 1966 | Antoni Franquet i Alemany                         |  | 2012 | Narcís Arbossé i Puig                                              |
| 1967 | Miquel Gil i Bonancia                             |  | 2013 | Mercè Sagrega i Corbera                                            |
| 1968 | Ernest Piferrer                                   |  | 2014 | Josep Maria Carmaniu i Busó                                        |
| 1969 | La processó no va desfilar per causa de mal temps |  | 2015 | Josep Oller i Mató                                                 |
| 1970 | Pere Ribas i Culubret                             |  | 2016 | Benet Rovira i Blanc                                               |
| 1971 | Estanislau Murtra i Llanta                        |  | 2017 | Pere Ordis i Dalmau                                                |
| 1972 | Ramon Carreras i Arnau                            |  | 2018 | Carles Falcó i Huguet                                              |
| 1973 | Dídac Caparrós i Diaz                             |  | 2019 | Mons. Enric Pèlach i Feliu                                         |
| 1974 | Joan Vergés i Prat                                |  | 2020 | La processó no va desfilar per causa de la pandemìa de la Covid-19 |
| 1975 | Vicenç Nogué i Ardariu                            |  | 2021 | La processó no va desfilar per causa de la pandemìa de la Covid-19 |
| 1976 | Francesc X. Alberch i Comas                       |  | 2022 | Robert Xifre i Anglada                                             |
| 1977 | Lluís Portulas i Vila                             |  | 2023 | Narcís Reixach i Blanch                                            |
| 1978 | Josep Maria Ros i Rius                            |  | 2024 | Joan Alenyà i Fugueras                                             |
| 1979 | Narcís Omedes i Colomer                           |  | 2025 | Màrius Fuertes i Mateu                                             |
| 1980 | Manaies fundadors                                 |  |      |                                                                    |
| 1981 | Ernest Gusinyer i Carreras                        |  |      |                                                                    |
| 1982 | Ricard Fina i Melcior                             |  |      |                                                                    |
| 1983 | Candi Jordan i Torra                              |  |      |                                                                    |
| 1984 | Joan Saqués i Roca                                |  |      |                                                                    |
| 1985 | Albert Salarich i Costa                           |  |      |                                                                    |